# Świat pięciu bogów
Świat pięciu bogów (Chalion) – cykl powieści i nowel fantasy autorstwa amerykańskiej pisarki Lois McMaster Bujold rozgrywających się w świecie rycerzy i magii, gdzie panującą religią jest kult Pięciu Bogów.
Bohaterami pierwszych dwóch tomów, Klątwa nad Chalionem i Paladyn dusz, są członkowie królewskiego rodu z królestwa Chalion oraz ich poplecznicy i wrogowie. Wspomniane są także inne krainy: Ibra, Brajar i Roknar. Kolejny tom, Hallowed Hunt, rozgrywa się ok. 250 lat wcześniej w kraju Weald, położonym na południe od królestwa Ibra. Wydawane następnie nowele o Penricu rozgrywają się z kolei ok. 150 lat po Hallowed Hunt w innych krainach.

## Utwory wchodzące w skład cyklu
- 2001 – Klątwa nad Chalionem (The Curse of Chalion) – Prószyński i S-ka 2003, ISBN 83-7337-394-2
- 2003 – Paladyn dusz (Paladin of Souls) – Prószyński i S-ka 2005, ISBN 83-7337-965-7
- 2005 – The Hallowed Hunt
- 2015 – Penric's Demon
- 2016 – Penric and the Shaman
- 2016 – Penric's Mission
- 2017 – Mira's Last Dance
- 2017 – Penric's Fox
- 2017 – The Prisoner of Limnos
- 2019 – The Orphans of Raspay

## Nawiązania
Chalion jest czytelnym, choć mocno zniekształconym, odniesieniem do królestwa Kastylii i Leonu, a sama powieść opowiada historię Izabeli Kastylijskiej i Ferdynanda II z Aragonii, w alternatywnym, fantastycznym świecie. Wiele postaci ma swoje historyczne odpowiedniki:
- roina wdowa Ista (główna bohaterka powieści Paladyn dusz i matka Iselle) to Izabela Portugalska
- Ias (ojciec Iselle) to Jan II Kastylijski
- Arvol dy Lutez przypomina ulubieńca Jana II, Álvaro de Luna
- roja Orico (przyrodni brat Iselle) reprezentuje Henryka IV Kastylijskiego, zwanego Impotentem
- Teidez (brat Iselle) odpowiada Alfonso z Asturii.

Mimo tych wyraźnych nawiązań, Klątwa nad Chalionem nie jest prostym przedstawieniem dziejów Isabeli i Ferdynanda, a Chalion nie jest Kastylią, mimo że wiele postaci i wydarzeń jest w pewnym stopniu opartych na historycznych modelach. Akcja biegnie w odmiennym kierunku niż odbyło się to w rzeczywistości, a postacie mają wyraźnie określone osobowości, niezależne od historycznych pierwowzorów.

## Pięciokrotna ścieżka duszy
Cykl wyróżnia się wśród powieści fantasy oryginalnym podejściem do religii. Pięcioro Bogów nie są zniekształconymi odpowiednikami historycznych bóstw ani prostymi „bogami czegoś”, co jest częste w tym gatunku literatury. Święta Rodzina w świecie Chalionu to: Wiosenna Córka, Letnia Matka, Jesienny Syn, Zimowy Ojciec i Bękart. Świat jest podzielonych między te bóstwa - każde ma przypisany do siebie kolor, część ciała, zwierzęta, ludzi, którymi się opiekuje i porę roku (poza Bękartem). W powieści wymienione są dwie religie (kwintarianizm i kwadranizm), różniące się przede wszystkim w stosunku do Bękarta. Kwintarianie uważają go za pełnoprawnego członka Świętej Rodziny i czczą na równi z pozostałymi bogami. Kwadranie uznają to za herezję, głosząc, że Bękart jest demonem.
Ważna dla fabuły jest zasada, że żaden z bogów (których domeną jest świat ducha), nie może działać w świecie materii w inny sposób niż poprzez istoty żywe. Najwięcej są w stanie uczynić, jeśli człowiek ofiaruje im swoją wolę (tak uczynił, choć nieświadomie, bohater pierwszego tomu, Lupe de Cazaril). Człowiek, przez którego działa bóg, „nosi w sobie cud boskiej obecności” i jest uważany za „żywego świętego”. Jest to stan nietrwały, gdyż dla bogów święci są tylko narzędziami. Kwestia ofiarowania swojej woli bogu otwiera szerokie pole do rozważań nad problemem wolnej woli. Klątwa nad Chalionem i następne książki z tej serii (Paladyn dusz i The Hallowed Hunt) zaliczają się do nielicznych pozycji fantasy, w których można mówić o alternatywnej teologii.

## Nagrody
- 2002 – Nagroda Mythopoeic za powieść Klątwa nad Chalionem[4]
- 2004 – Nebula, Hugo i Locus za powieść Paladyn dusz[5]
- 2018 – Specjalna Nagroda Hugo za cykl[6]